# Карл Ріхтер (тенісист)
Карл Ріхтер (англ. Karl Richter; нар. 21 липня 1960) — колишній американський тенісист.
Найвищу одиночну позицію світового рейтингу — 285 місце досяг 30 липня 1984, парну — 116 місце — 28 липня 1986 року.
Найвищим досягненням на турнірах Великого шолома було 3 коло в парному розряді.

## Фінали Гран-прі за кар'єру

### Парний розряд: 1 (0–1)
| Результат | Рік  | Турнір                | Покриття | Партнер   | Суперники                 | Рахунок  |
| --------- | ---- | --------------------- | -------- | --------- | ------------------------- | -------- |
| Поразка   | 1986 | Окленд, Нова Зеландія | Тверде   | Рік Рудін | Бродерік Дайк Веллі Месур | 3–6, 4–6 |